# 扎塔山
44°23′31″N 9°12′45″E / 44.39194°N 9.21250°E
扎塔山（義大利語：Monte Zatta），是意大利的山峰，位於該國西北部，由利古里亞大區負責管轄，屬於利古雷亞平寧山脈的一部分，海拔高度1,404米，每年平均降雨量1,481毫米。